# Jiří Valík
Jiří Valík (ur. 16 lipca 1966 w Zábřehu) – czeski lekkoatleta specjalizujący się w sprincie. 
Brązowy medalista halowych mistrzostw Europy 1990 i uczestnik halowych mistrzostw świata. Wielokrotny mistrz Czechosłowacji i Czech w biegu na 100 i 200 metrów.
Rekordzista Czech w biegu na 50 metrów w hali.

## Osiągnięcia
| Rok                | Impreza                   | Miejsce | Konkurencja | Pozycja | Wynik |
| ------------------ | ------------------------- | ------- | ----------- | ------- | ----- |
| 1990               | Halowe mistrzostwa Europy | Glasgow | 60 m        | 3.      | 6,63  |
| 1991               | Halowe mistrzostwa świata | Sewilla | 60 m        | 7. sf   | 6,79  |
| 200 m              | Halowe mistrzostwa świata | Sewilla | 6. sf       | 22,41   |       |
| 1992               | Halowe mistrzostwa Europy | Genua   | 60 m        | 7. sf   | 6,75  |
| 200 m              | Halowe mistrzostwa Europy | Genua   | 6. sf       | 22,29   |       |
| 1993               | Halowe mistrzostwa świata | Toronto | 60 m        | 3. q    | 6,74  |
| 200 m              | Halowe mistrzostwa świata | Toronto | 3. q        | 21,47   |       |
| Mistrzostwa świata | Stuttgart                 | 100 m   | 6. qf       | 10,53   |       |
| Mistrzostwa świata | Stuttgart                 | 200 m   | 4. q        | 21,20   |       |

## Rekordy życiowe
- Stadion
  - 100 m: 10,48
  - 200 m: 20,81

- Hala
  - 50 m: 5,73 (NR)
  - 60 m: 6,74
  - 200 m: 21,47